# Hedylopsidae
Hedylopsidae är en familj av snäckor. Hedylopsidae ingår i ordningen Acochlidioida, klassen snäckor, fylumet blötdjur och riket djur.
Familjen innehåller bara släktet Hedylopsis.